# Parfem
Parfem (od latinskog per =  kroz i fumum = dim / per fumum = kroz dima. Izraz potječe od ranih korištenja mirisnih dimova kao primjerice tamjana, a danas predstavlja najčešće tekuće mješavine alkohola i mirisnih tvari.
Parfemi se rabe uglavno za:
- Parfemi u užem smislu: miris parfema često služe osobnom ugođaju ili samo-izražavanjau
- Mirisi se rabe kao sprejevi i u prostorijama ili u vozilima
- Mirisi koji se rabe kako bi različite potrošačke proizvode činili atraktivnijima kod mnogih proizvoda za kupaonicu, kuhinju, dom i vrt.

## Osnovni sastojci
Osnovni sastojci parfema je uglavnom alkohol (oko 80%), destilirana voda i otopljene prirodne esencija (eterična ulja biljnog ili životinjskog podrijetla), a ima i sve više i više sintetičkih mirisa. Tehnički izraz za prirodne i sintetičke eteričnih ulja je "miris". Najčešći mirisi se u današnjici sintetiziraju u velikim količinama.

## Poznati francuski parfemi
- Caron, Chanel, Coty,
- Dana, Deneuve, Christian Dior,
- Guerlain
- Lancome, Lanvin, Guy Laroche, Lentheric, Luis Feraud, Lubin,
- Nina Ricci, Peron Rigot, Rochas, Roger & Gallet,
- Yves Saint-Laurent

## Vanjske poveznice
- Bibliografija o parfumima
- Zakonska zaštita mošusnoga jelena  Arhivirana inačica izvorne stranice od 27. rujna 2007. (Wayback Machine)
- Note u parfemima - po abecednem redu